# Fábio Martins
Pour les articles homonymes, voir Martins.
Fábio Martins, de son nom complet Fábio Santos Martins, est un footballeur portugais né le 24 juillet 1993 à Mafamude, Vila Nova de Gaia. Il évolue au poste d'ailier au Khaleej FC.

## Biographie

### En club
Issu du centre de formation du FC Porto, il n'y fait qu'un passage avec l'équipe B,.
Après un passage au CD Aves, il évolue dans le club du Sporting Braga à partir de 2015,.